# شهن آباد (مقاطعة دلفان)
شهن‌آباد (بالفارسية: شهن‌آباد) هي قرية تقع في قسم ميربغ الشمالي الريفي (مقاطعة دلفان) في إيران. يقدر عدد سكانها بـ 1,385 نسمة .